# Kirikou a muži a ženy
Kirikou a muži a ženy (v originále Kirikou et les Hommes et les Femmes) je francouzsko-lucemburský animovaný film z roku 2012, který režíroval Michel Ocelot. Snímek měl světovou premiéru na filmovém frankofonním festivalu v Namuru dne 28. září 2012.

## Dabing postav
| Romann Berrux           | Kirikou            |
| Awa Sène Sarr           | Karaba             |
| Jessica Tougloh         | Madela / tanečnice |
| Pierre Poudewa          | dědeček Kirikou    |
| Sabine Pakora           | Monkuga / Neutre   |
| Umbañ U Kset            | Aboulou            |
| Pascal Nzonzi           | Aboulou            |
| Evelyne Pèlerin-Ngo Maa | Griotte            |
| Rissa Wanaghil          | Anigourran         |
| Elika Bozorgi           | velká dívka        |
| Gary Mihaileanu         | velký chlapec      |
| Antoinette Gomis        | Izari              |
| Lola Giovanetti         | Pompon             |

## Ocenění
- César: nominace na nejlepší animovaný film